# وليد أباظة
وليد أباظة (1949 - 14 أكتوبر 2017) ضابط ورجل مخابرات سابق سوري. من أصول شركسية

## عن حياته
ولد أباظة في قرية الغسانية بريف القنيطرة عام 1949، وشغل مناصب عدة أثناء حياته حيث كان ضابطاً سابقاً في الجيش السوري، ومستشاراً في إدارة المخابرات العامة، كما تولى في وقت لاحق أمانة فرع حزب البعث في محافظة القنيطرة بالإضافة إلى مناصب أخرى يعتبر أباظة أحد رجالات الرئيس السابق حافظ الأسد، وخاصة في أحداث مدينة حماة في ثمانينات القرن الماضي، إذ كان يرأس فرع الأمن السياسي في حماة بين عامي 1978 حتى بداية التسعينات انتقل بعدها إلى العاصمة دمشق ليستلم عدة مناصب، منها نائب مدير شعبة الأمن السياسي، وأمين فرع فرع حزب “البعث العربي الاشتراكي” الحاكم، في محافظة القنيطرة ولقد تقاعد قبل اندلاع الثورة السورية في 2011، لكن النظام أعاده للاستفادة من خبرته وشكّل قوات رديفة ساندت قوات الأسد في معاركها ضد فصائل المعارضة.

## وفاته
توفي في دمشق يوم في 14 أكتوبر 2017 بعد مرض عضال عن عمر يناهز 68 سنة.